# Sant Salvador del Corb
Sant Salvador del Corb és una església romànica del municipi de Peramola, a la comarca de l'Alt Urgell. És un monument protegit com a bé cultural d'interès local.

## Situació

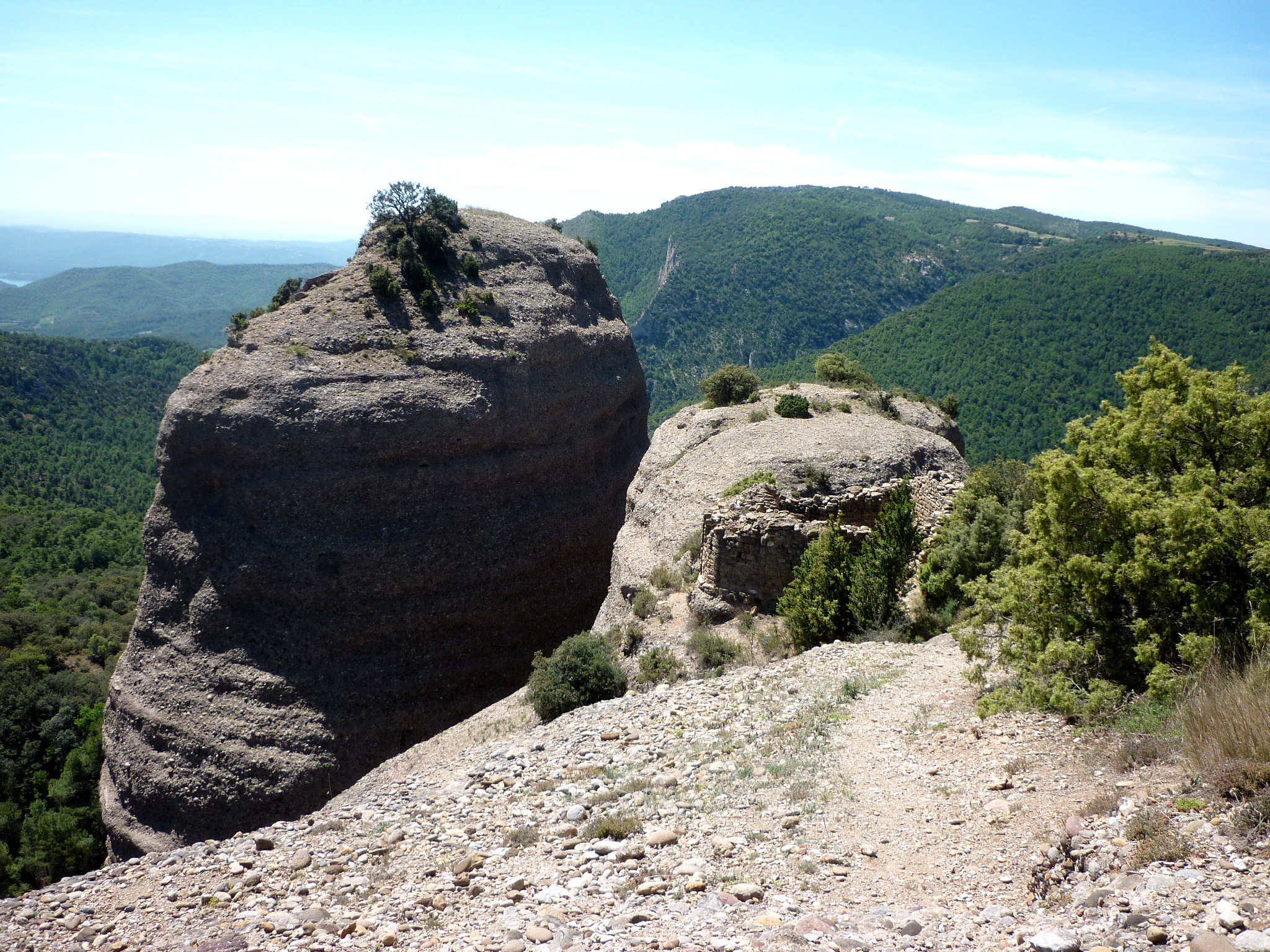
Agulla del Corb i Sant Salvador

La singularitat d'aquesta capella l'hi ve donada per la seva situació: està encinglerada sobre un petit collet entre la segona i tercera agulla del conjunt d'Agulles del Corb. Aquest conjunt es troba a l'est del massís de conglomerats de la Roca del Corb. Des de l'absis fins a la façana de ponent ocupa pràcticament tot l'espai disponible, de forma que, per ambdós costats, queda abocada a uns espadats de prop de cinquanta metres sobre la base del cingle. Només per la banda de ponent es pot accedir a la part sud de la capella esquivant els pocs matolls que hi creixen. Rodejar l'absis és molt exposat.

## Descripció
L'edifici actualment es troba en ruïnes. Era d'una nau quadrada que comunica amb un absis semicircular gràcies a un arc presbiteral. La nau ha perdut la coberta, si bé es conserva la de l'absis que és de quart d'esfera. L'absis té una finestra de doble esqueixada, a banda i banda hi ha dos nínxols rectangulars. La façana de la nau no presenta decoració, l'absis té lesenes i arcuacions llombardes. En les restes dels murs que queden s'observen diferents tipus d'aparell. La part baixa dels murs és formada per carreus petits, prims i allargassats, de pedra sorrenca local, mentre que la part alta és de carreus quadrats. A l'absis l'aparell és molt més irregular i es fa palesa la utilització de pedra tosca en la formació d'elements ornamentals. Cal assenyalar l'aprofitament, com a carreus, d'almenys dues peces de molí neolític, de granit. La porta era a la part nord.
L'església de Sant Salvador del Corb és un temple que pot correspondre a dos períodes constructius tal com mostra el canvi d'aparell. En l'última fase, es posa de manifest en la unió de l'absis amb la nau, segueix les directrius del romànic llombard interpretades d'una forma lliure i poc refinada. L'edifici està datat a finals del segle xi. És considerada com l'església romànica més petita de Catalunya

## Història
No es coneixen notícies històriques sobre aquesta església ni sobre l'indret del Corb, que segons tots els indicis, ha estat habitat des d'èpoques prehistòriques.

## Con arribar-hi

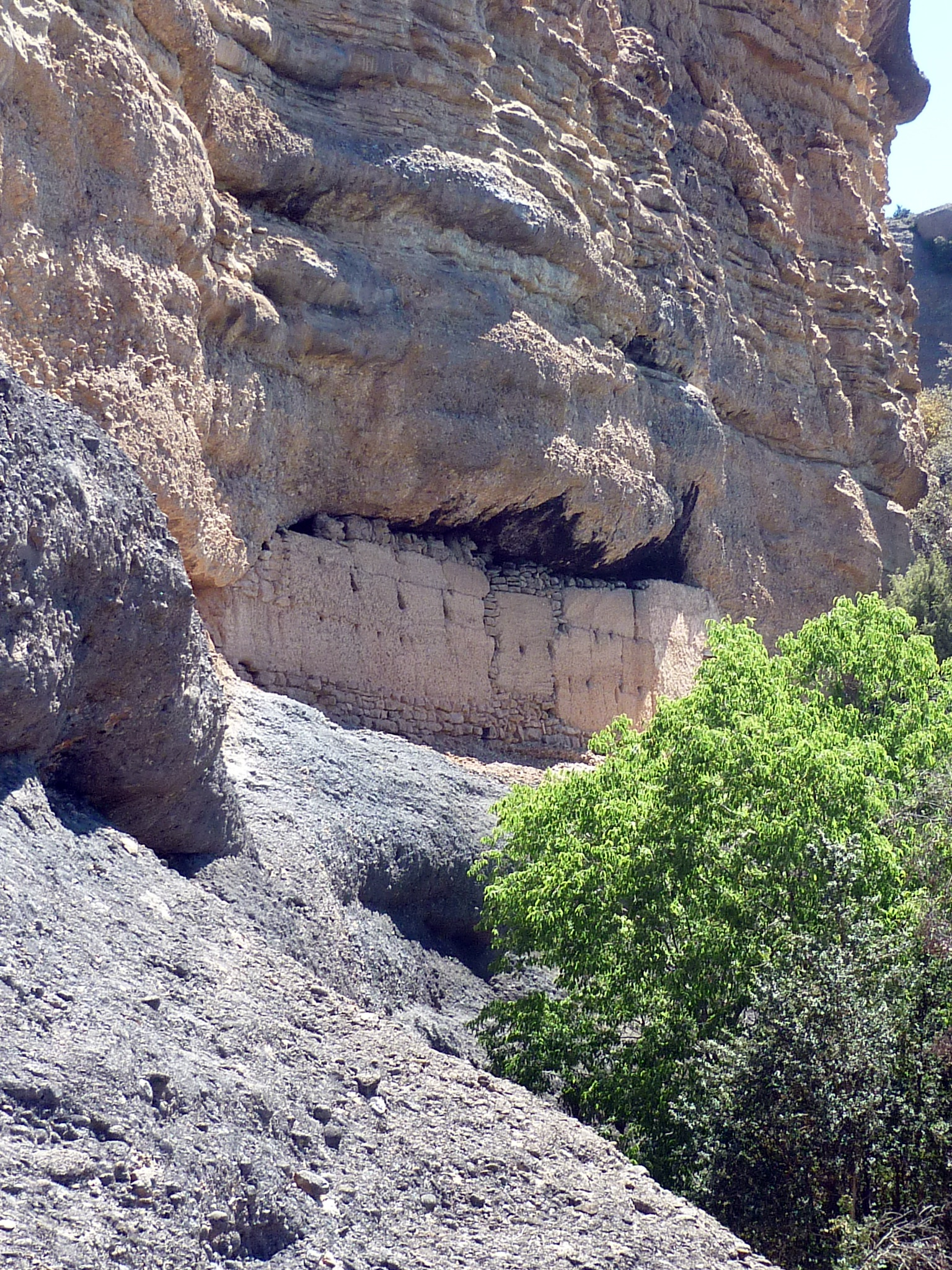
Casa del Corb

La següent ruta, de curta durada, molt fàcil i espectacular, permet circumval·lar la Roca del Corb i visitar Sant Salvador sortint de la masia de Torrent. El sender està senyalitzat i forma part de l'anomenat Camí d'Andorra:
- Masia de Torrent42° 4′ 31.66″ N, 1° 14′ 59.16″ E / 42.0754611°N,1.2497667°E. Accessible des de Peramola per la carretera que mena a la Cortiuda. En un planell, abans d'arribar a la casa, es pot deixar el vehicle. El sender surt pel darrere de la masia i puja, entre bosc, en direcció NE fins a la carena, on enllaça amb una pista que es segueix cap a la dreta. Es puja un curt tram de roca nua fins a un
- Replà a la base de la Roca del Corb42° 4′ 41.43″ N, 1° 15′ 23.8″ E / 42.0781750°N,1.256611°E. Pal indicador. Per la pista de l'esquerra es farà la tornada. Es pren direcció sud (dreta) fins a tocar la base de la Roca del Corb. S'observa un estrat de roca més erosionable que separa dues masses de conglomerats molt compactes. En aquest estrat horitzontal, que es prolonga per tota la llargada del massís, s'obren les famoses balmes del Corb i forma una lleixa[4] que en facilita l'accés. Resseguint aquesta lleixa s'arriba aviat al Corral del Corb. La lleixa s'estreny i no permet el pas. Cal fer una petita marrada i baixar per un pas una mica exposat on una cadena fa de passamà. Es puja i es recupera el nivell de la lleixa on trobem la
- Casa del Corb42° 4′ 33.44″ N, 1° 15′ 33.89″ E / 42.0759556°N,1.2594139°E, sota una gran balma. Magnífic exemple d'habitatge troglodita. El sender s'allunya de la base de les roques, rodeja l'esvelta Agulla del Corb (és la primera de les tres agulles) i empalma amb una

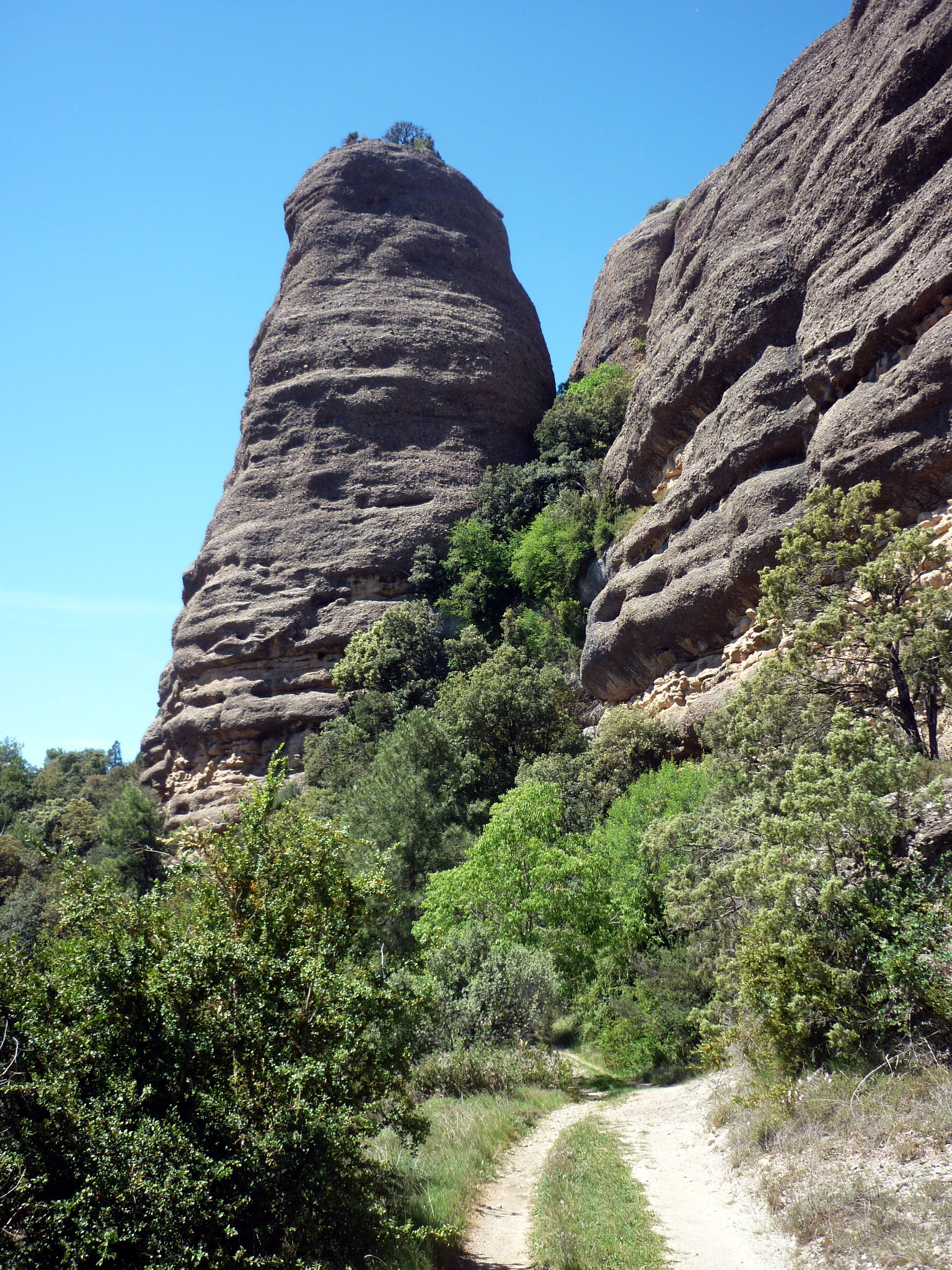
Agulla del Corb

- Pista forestal42° 4′ 31.27″ N, 1° 15′ 44.64″ E / 42.0753528°N,1.2624000°E que bordeja les Roques del Corb pel nord i que se segueix en endavant. La vista de les Roques de Sant Honorat acompanya en tot moment. Aviat es veu a dalt del cingle l'absis de la capella de Sant Salvador. Un centenar de metres més enllà, un corriol puja a la Balma del Corb, petita pleta pel bestiar. La pista revolta a l'esquerra i s'arriba al
- Camí de Sant Salvador42° 4′ 38.48″ N, 1° 15′ 49.69″ E / 42.0773556°N,1.2638028°E. Un corriol s'enfila pel llom de la roca, en direcció sud-oest, fins a la capella, salvant un desnivell d'uns 70 metres. L'ascens comença suaument per un bosquet de matolls on el camí és molt evident. Però al cap de poc s'encara la roca nua, amb un pendent considerable, i es perd el rastre del corriol. Cal anar pujant i cercar els relleus més favorables amb l'ajuda d'alguns pedrons que es van trobant. Poc abans d'arribar al cim de la roca es retroba el rastre del corriol que es desvia cap a l'esquerra. Immediatament es gaudeix de la primera i sorprenent visió de la capella de Sant Salvador del Corb. Es retorna pel mateix camí. En cas de boira o pluja cal tenir en compte que les polides pedres que conformen els conglomerats, si estan molles, són molt relliscoses. Es continua resseguint la pista que revolta la fondalada de la rasa de Rumbau fins a arribar al
- Desviament al Coll de Mu42° 4′ 44.14″ N, 1° 15′ 33.92″ E / 42.0789278°N,1.2594222°E. Pal indicador. Per la dreta baixa el camí per anar a la Serra de Sant Honorat. Es continua per la pista de l'esquerra que, al cap de poc, arriba al replà de la base de la Roca del Corb, des d'on es desfà el camí fins a la masia de Torrent.